# Michajło Apostołski
Michajło Apostołski (ur. 8 listopada 1906 w Nowym Sele, zm. 7 sierpnia 1987 w Dojran) – jugosłowiański wojskowy, jeden z dowódców Narodowej Armii Wyzwolenia Jugosławii, z pochodzenia Macedończyk.

## Życiorys
Urodził się jako Michaił Apostołow. Ukończył szkołę wojskową i służył jako oficer w armii jugosłowiańskiej, dochodząc do stopnia majora. Po inwazji III Rzeszy na Jugosławię dostał się do niewoli. Według bułgarskich źródeł został zwolniony z obozu jenieckiego, gdyż jego ojciec, weteran armii bułgarskiej, zdołał uzyskać interwencję w sprawie syna w bułgarskim ministerstwie obrony. Apostołow odmówił jednak wstąpienia do wojska bułgarskiego i, posługując się już zmienionym nazwiskiem, wstąpił do jugosłowiańskiej partyzantki socjalistycznej.
W połowie marca 1943 został komendantem Sztabu Głównego Narodowowyzwoleńczej Armii i Partyzanckich Oddziałów Macedonii, działających w strukturze Narodowej Armii Wyzwolenia Jugosławii. W październiku tego samego roku wydał, razem z pozostałymi członkami Sztabu, Manifest do narodu macedońskiego, w którym zapowiadał, iż powojenna Macedonia będzie funkcjonować w „braterskim sojuszu” z narodami serbskim, chorwackim, słoweńskim i „pozostałymi narodami w Jugosławii”. Miesiąc później razem z Metodiją Andonowem-Czentą, Strachiłem Grigowem, Borkiem Temelkowskim, Wenkiem Markowskim oraz Cwetkiem Uzunowskim wszedł do Komitetu Inicjatywnego, przygotowującego utworzenie ciała ustawodawczego przyszłej socjalistycznej Macedonii – Antyfaszystowskiej Rady Wyzwolenia Narodowego Macedonii. Została ona utworzona 2 sierpnia tego samego roku w monasterze św. Prochora Pczińskiego, miejscu zasugerowanym przez Apostolskiego. Apostolski został wybrany do Rady, będąc równocześnie nominalnym przedstawicielem Macedonii w Antyfaszystowskiej Radzie Wyzwolenia Jugosławii. W rzeczywistości ani on, ani żaden inny z kilku działaczy macedońskich włączonych do Rady nie brał udziału w jej pracach.
Po zakończeniu II wojny światowej Apostolski kontynuował karierę wojskową, piastując kolejno obowiązki zastępcy szefa sztabu generalnego wojsk jugosłowiańskich, komendanta okręgu Sarajewo oraz komendanta akademii wojskowej w Belgradzie. Odszedł z armii w 1958. W kolejnych latach publikował opracowania poświęcone ruchowi partyzanckiemu w Jugosławii. Jego pracom zarzucano wyolbrzymianie rozmiarów tego ruchu w Macedonii Wardarskiej. Od 1965 do 1970 kierował Instytutem Historii Narodowej w Skopje, redagował wydaną w 1969 trzytomową Historię narodu macedońskiego. Od 1983 do śmierci był dyrektorem Macedońskiej Akademii Nauk i Sztuk. Był oskarżany o systematyczne fałszowanie historii w swoich pracach (miał wielokrotnie posługiwać się sformułowaniem „nie mam dowodu, ale twierdzę”, przedstawiając swoje wnioski dotyczące historii) oraz używanie mowy nienawiści wobec Bułgarii i narodu bułgarskiego.
Uchwałą z dnia 11 października 1946 r. Prezydium Krajowej Rady Narodowej nadało mu Order Krzyża Grunwaldu II klasy.

## Upamiętnienie
Jego imię nosi otwarta w 1995 Akademia Wojskowa w Skopje.